# Stop Making Sense (film)
Stop Making Sense è un film concerto dei Talking Heads del 1984, diretto da Jonathan Demme. La colonna sonora venne pubblicata nell'omonimo album.
Nel 2021 film è stato scelto per la conservazione nel National Film Registry della Biblioteca del Congresso degli Stati Uniti d'America in quanto «film culturalmente, storicamente ed esteticamente significativo».

## Il film
Il film venne girato nel corso di tre serate al Pantages Theater di Hollywood nel dicembre 1983, mentre il gruppo era in tour a promuovere il nuovo album Speaking in Tongues. La pellicola è notevole per essere stata la prima ad essere girata impiegando la tecnologia digital audio per il sonoro. La band tirò fuori di tasca propria il budget di 1,2 milioni di dollari preventivato per il film. Il titolo del film proviene dal testo della canzone Girlfriend Is Better: «As we get older and stop making sense... ». Il film è stato definito da Leonard Maltin "uno dei più grandi film rock di sempre", mentre Pauline Kael del The New Yorker lo descrisse come "vicino alla perfezione".

### Descrizione
Il film inizia con dei titoli di testa simili nello stile a quelli della pellicola di Stanley Kubrick Il dottor Stranamore - Ovvero: come ho imparato a non preoccuparmi e ad amare la bomba (anche il trailer del film fa riferimento a Il dottor Stranamore). I titoli di testa sono opera del designer Pablo Ferro.
Il cantante solista David Byrne entra in scena sul palco con un registratore portatile a cassette e una chitarra acustica. Introduce la canzone Psycho Killer dicendo di avere un nastro che vuole far ascoltare al pubblico. In realtà, il tick-tock della drum machine era un Roland TR-808 suonato dal banco di missaggio. Durante il brano, la drum machine "spara" riff simili a colpi di arma da fuoco che "colpiscono" Byrne come "Jean-Paul Belmondo nel finale di Fino all'ultimo respiro, dove il protagonista soccombe, preso di sorpresa dalla violenza alla quale non era preparato".
Ad ogni successiva canzone, Byrne viene progressivamente raggiunto sul palco dagli altri musicisti della band: prima Tina Weymouth per Heaven (con Lynn Mabry, ex-The Brides of Funkenstein e Parliament-Funkadelic, alle armonie vocali dal backstage), poi Chris Frantz per Thank You for Sending Me an Angel, ed infine Jerry Harrison in Found a Job. Man a mano che lo spettacolo prosegue, i Talking Heads vengono poi raggiunti da altri musicisti in maniera crescente, molti dei quali di matrice funk: le coriste Lynn Mabry e Edna Holt, il tastierista Bernie Worrell (ex-Parliament-Funkadelic), il percussionista Steve Scales, e il chitarrista Alex Weir (dei The Brothers Johnson). La prima canzone a vedere presenti tutti i musicisti è Burning Down the House, anche se l'originale VHS del 1985 pubblicata dalla RCA/Columbia Home Video aveva il gruppo al completo (tranne Worrell) durante l'esecuzione di Cities, traccia posta prima di Burning Down the House. Ad un certo punto Byrne se ne va dal palcoscenico, lasciando libero spazio a Weymouth–Frantz di eseguire la loro canzone (incisa come Tom Tom Club) Genius of Love (la riedizione del 1999 del film contiene un frammento "rap" di Chris Frantz al posto delle parole "snow white", un riferimento alla cocaina, presenti nella versione originale).
Caratteristico è inoltre il grosso abito fuori taglia di Byrne, un completo da uomo d'affari assurdamente troppo largo, indossato per cantare la canzone Girlfriend is Better. L'abito si ispira in parte al teatro Noh, e divenne un'icona non solo del film, ma anche di Byrne stesso.

### Riprese
Le riprese di Stop Making Sense si svolsero durante tre concerti dei Talking Heads svoltisi nel Pantages Theater a Los Angeles. Demme affermò che una intera serata di riprese venne dedicata al filmare la band da lontano, per ridurre al minimo il disagio dell'intrusione delle telecamere sul palco durante lo show. Demme aveva preso in considerazione di ricreare in studio certe scene del concerto, ma la band declinò l'offerta pensando che la mancanza del pubblico avrebbe nuociuto alla spontaneità della performance.

### Innovazioni
Il film è notevolmente differente rispetto agli standard dei normali documentari rock and roll o film-concerto:
- Sono incluse pochissime inquadrature del pubblico (e gli applausi sono molto meno udibili del solito) fino alla fine del concerto, durante l'esecuzione di Crosseyed and Painless. Secondo quanto riferito da David Byrne nel commento audio all'edizione DVD del film, ciò era un modo per far sì che lo spettatore non fosse influenzato dalla risposta del pubblico presente al concerto, facendosi una sua propria opinione della performance. La stessa tecnica venne messa in atto da Martin Scorsese nel suo L'ultimo valzer (1978) e ancora in Shine a Light (2008).
- Byrne non volle che nessuna luce colorata illuminasse la band sul palco. Questo causò l'impiego di originali metodi di illuminazione per ciascuna canzone. Per esempio, durante l'esecuzione di This Must Be the Place (Naive Melody), i musicisti sono illuminati da una semplice lampada.
- Byrne volle meno distrazioni possibili sul palco. Le bottigliette d'acqua non furono autorizzate, e molti oggetti di scena furono dipinti di nero in modo da non riflettere la luce.
- A differenza di molti altri concerti e videoclip in "stile MTV" girati con un montaggio molto veloce e serrato, la maggior parte di Stop Making Sense fa uso di inquadrature lunghe e fisse in modo da permettere allo spettatore di esaminare con attenzione l'interazione dei musicisti sul palco durante l'esibizione. Non ci sono primi piani sui musicisti che stanno eseguendo un assolo al proprio strumento, e tutti vengono ripresi a figura intera quasi sempre. L'esecuzione di Once In a Lifetime consiste in un singolo "chiaroscuro" di Byrne mentre esegue le sue celebri mosse per la canzone per circa il 75% della durata del pezzo.
- Durante molte canzoni, specialmente le prime, non viene fatto nessun tentativo di nascondere gli interventi logistici della crew che modificano la scenografia tra canzone e canzone, ma al contrario, vengono richiamati sul palco alla fine del film per ricevere l'applauso dal pubblico presente in sala.

### Accoglienza e home video
Stop Making Sense ricevette ottime recensioni da parte della critica alla sua uscita, e attualmente mantiene un indice di gradimento del 97% su Rotten Tomatoes. Nel 1984 il film vinse il premio National Society of Film Critics come miglior documentario.
Quando il film venne pubblicato in home video, furono aggiunte le esecuzioni delle canzoni I Zimbra, Big Business, e Cities, escluse nel film originale. Nella ristampa datata 1999, queste tre canzoni suppletive non furono inserite. Le successive uscite video e DVD hanno le tre tracce bonus come brani extra alla fine del film.
Il film è uscito in diversi formati: Blu-ray, Widescreen DVD, e VHS (sia fullscreen che widescreen).